# Monocerina diaphana
Monocerina diaphana är en ringmaskart som beskrevs av Costa 1861. Monocerina diaphana ingår i släktet Monocerina och familjen Syllidae. Inga underarter finns listade i Catalogue of Life.